# Grottammare
Grottammare é uma comuna italiana da região das Marcas, província de Ascoli Piceno, com cerca de 14 147 habitantes. Estende-se por uma área de 17 km², tendo uma densidade populacional de 832 hab/km². Faz fronteira com Acquaviva Picena, Cupra Marittima, Ripatransone, San Benedetto del Tronto.
Faz parte da rede das Aldeias mais bonitas de Itália.
Papa Sisto V nasceu nesta comuna.

## Demografia
| Variação demográfica do município entre 1861 e 2011                               |
|                                                                                   |
| Fonte: Istituto Nazionale di Statistica (ISTAT) - Elaboração gráfica da Wikipedia |